# Östgöta Kammarkör
Östgöta Kammarkör är en kör som är knuten till Linköpings universitet som grundades 1989 av Hans Lundgren. Dirigent sedan hösten 2023 är Jakob Grubbström.
Östgöta Kammarkör har framför allt specialiserat sig på musik från barocken och nutida musik. Östgöta Kammarkör har samarbetat med solister som Gunilla von Bahr, Janos Solyom och Britt Marie Aruhn, med dirigenterna Jonas Dominique och Per Borin samt med orkestrar som Camerata Roman, Östgöta Barock, Svenska Barockorkestern och Östgöta Blåsarsymfoniker. Kören har vid ett flertal tillfällen beställt musik av svenska tonsättare. År 2009 gjordes en uppmärksammad konsertserie kallad "Månadens Bach" med Bachs sex motetter, sex cellosviter, sex Schüblerkoraler och sex triosonater för orgel med barockcellisterna Kate Hearne och Beata Söderberg samt organisten Staffan Krafft.

## Dirigenter
- 1989–2014 Hans Lundgren
- 2014–2023  Christina Hörnell
- 2023– Jakob Grubbström[2][3]

## Uruppföranden
- Sven Hagvil: The peace of wild things för blandad kör a cappella (2020)
- Karin Höghielm: Rökstenen för orgel, brasstrio, slagverk, lyra, altsolo och blandad kör (2009)
- Ingvar Karkoff: Två Lorcapoem för gitarr, klarinett och blandad kör (2004)
- Karin Höghielm:  EARTH-CALL för blandad kör a cappella. (2004)
- Hans Lundgren: Pandora – av eld och gräs för blandad kör a cappella. (2004)
- Sven Hagvil: Missa "Via interna" för blandad kör a cappella. (2003)
- Karin Höghielm:  Ave maris stella för blandad kör a cappella. ( 2003)
- Peter Lindroth: ...to a mistress dying för blandad kör a cappella (1999)
- Peter Lindroth: Sister Awake för blandad kör a cappella (1998)
- David Swärd: Immermehr, o weh! för blandad kör a cappella. (1998)
- Sven Hagvil: ...är det jag, säger Gud... för blandad kör a cappella. (1997)